# Conselho de Propagação Islâmica da Indonésia
O Conselho de Propagação Islâmica da em indonésio:  Dewan Da'wah Islamiyah Indonesia (DDII) é uma organização islâmica sunita na Indonésia que visa a dawah (proselitismo). A organização é considerada uma das organizações dawah mais proeminentes na Indonésia moderna. Também é conhecido por ser o principal receptor (junto com o LIPIA ) de financiamento para atividades islâmicas na Indonésia da Arábia Saudita.

## História
O DDII foi fundado em 1967 por Mohammad Natsir, uma figura importante no movimento de independência da Indonésia, o ex-líder do Partido Masjumi e um líder do renascimento islâmico na Indonésia e interação com o Oriente Médio. Após o fim da festa Masyumi, Natsir e outros ex-membros da festa se encontraram para criar o DDII. De acordo com Hasan Noorhaidi "desde o seu início", o DDII foi o "representante indonésio" da Liga Muçulmana Mundial financiada pelos sauditas. O grupo buscou a proximidade com a Arábia Saudita como proteção contra a marginalização da política islâmica pelo governo Suharto pró-desenvolvimento e pró-modernização.
De acordo com o DDII, é a principal instituição da Indonésia para a distribuição de bolsas de estudo da Liga Mundial Muçulmana, financiada pelos sauditas, para estudar no Oriente Médio. DDII também trabalha para encorajar a tradução de obras de acadêmicos salafistas para o indonésio. Os quadros DDII incluem Ahmad Faiz Asifuddin, Aunur Rafiq Ghufran e Chamsaha Sofwan (conhecido agora como Abu Nida). De acordo com seu site, ele construiu e administra mais de 750 mesquitas, tem programas de treinamento de nível universitário para du'āt (pregadores), professores e trabalhadores de desenvolvimento rural (conhecido como Instituto Mohammad Natsir para Dakwah em Tambun, Bekasi ), cujos graduados são colocados particularmente nas regiões remotas e isoladas.
DDII se concentra em apelar para a classe média baixa e os pobres urbanos promovendo a lei sharia e a observância do ritual islâmico como uma solução para os males da sociedade, e de acordo com um crítico que ataca "corrupção governamental, misticismo javanês, liberalismo muçulmano e o domínio econômico dos chineses" como sintomas de uma conspiração maior para cristianizar a Indonésia. Em 2014, DDII foi caracterizado por "fortes pontos de vista anti- xiita, anti- cristão e anti- Ahmadiyah "  e uma posição "biblicamente rígida" no credo islâmico.